# Invincibile Armata

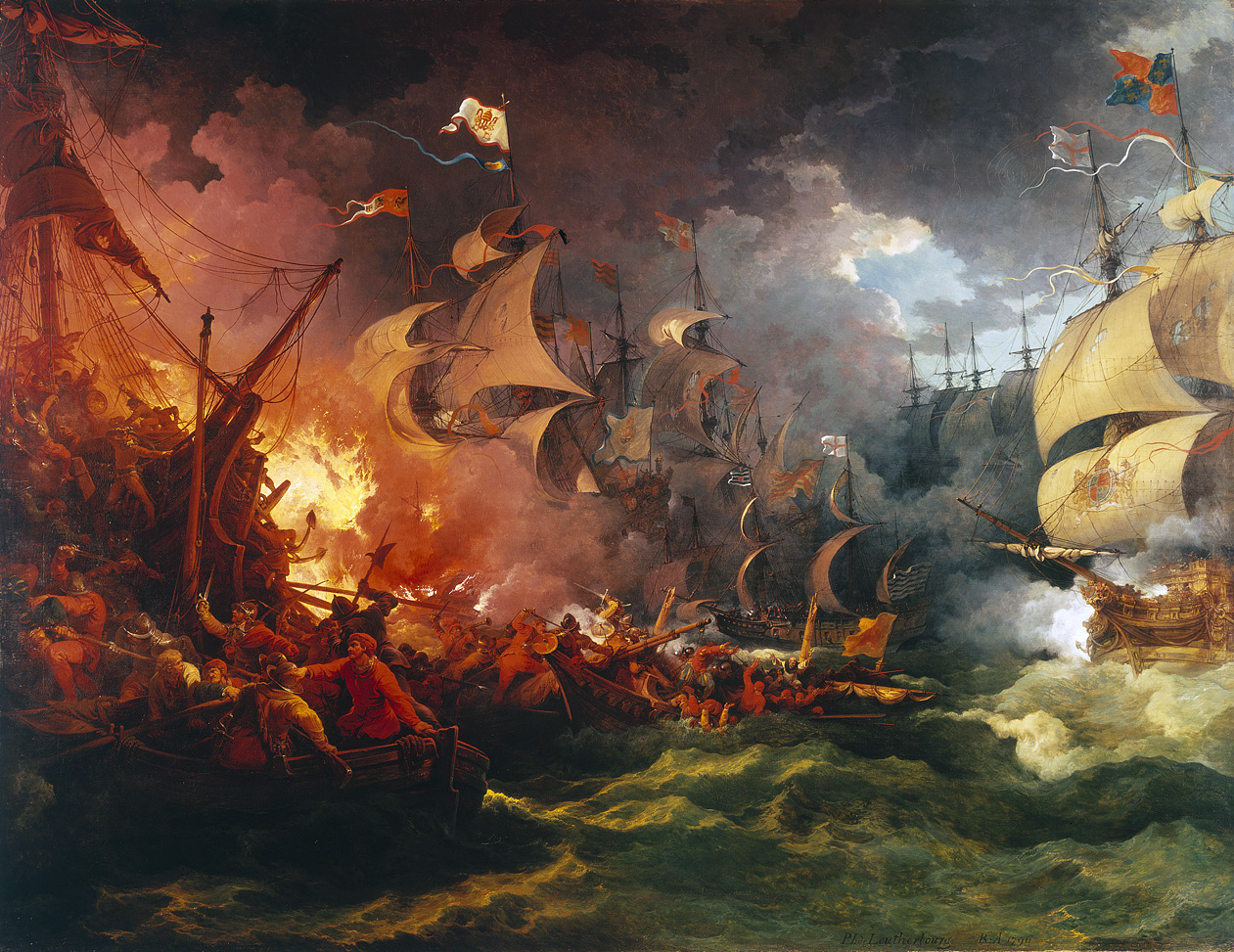
La sconfitta dell'Invincibile Armada, 8 agosto 1588 di Philippe-Jacques de Loutherbourg, dipinto nel 1796.

L'Invincibile Armata (in spagnolo: Armada Invencible, reale denominazione: Grande y Felicisima Armada) fu la flotta composta da 130 unità (di cui 65 galeoni e 4 galere, benché quest'ultime rimasero a Lisbona, non prendendo parte alla spedizione) e 29664 uomini approntata dal re di Spagna Filippo II nel 1587 per contrastare la crescente potenza marittimo-commerciale dell'Inghilterra e per porre termine al conflitto (mai dichiarato) che ormai da due anni veniva combattuto con tramite guerra di corsa da entrambe le parti.
La guerra anglo-spagnola, avvenuta tra il 1585 e il 1604 e che fu parte della guerra degli ottant'anni, era iniziata nel 1585 con l'invio di truppe inglesi in aiuto delle protestanti Province Unite, la cui indipendenza non era riconosciuta dalla Spagna cattolica.

## Storia

### I presupposti
Il progetto originario del re per l'invasione dell'Inghilterra (che fondeva i piani proposti dal duca di Parma e dal marchese di Santa Cruz) era di raccogliere almeno 500 navi a Lisbona e quindi farle navigare in formazione fino al canale della Manica. Una volta arrivate avrebbero dovuto imbarcare nelle Fiandre l'esercito della coalizione che si era creato contro l'odiata Elisabetta I e trasportarlo in Inghilterra dove, sbarcato nelle spiagge del Kent, avrebbe spazzato via senza difficoltà le truppe inglesi per poi marciare su Londra.
A comandare queste truppe fu uno dei nobili che avevano aderito all'impresa, il duca di Parma. Ma le frequenti incursioni di Sir Francis Drake in Spagna, nei Caraibi, e nell'Oceano Atlantico ostacolarono la realizzazione del piano e fu possibile mettere insieme solo 130 navi (galeoni, caracche, pinacce, galee e galeazze). Filippo II poteva rivendicare a sé il trono inglese sia per motivi di origine dinastica (per quanto deboli), sia perché era stato principe consorte della regina Maria I d'Inghilterra.

### L'attacco all'Inghilterra
L'inizio dell'impresa venne rinviato per l'improvvisa morte avvenuta nel 1588 di Álvaro de Bazán, comandante designato dell'"Armada", ed al suo posto venne individuato Alonso Pérez de Guzmán y Sotomayor. Il secondo tentativo avvenne nel maggio del 1588 ma la flotta venne sorpresa da una bufera e dovette rifugiarsi nel porto di La Coruña per riparare i danni subiti.
Finalmente al terzo tentativo il 28 maggio 1588 la flotta riuscì a salpare e il 29 luglio l'Armada, comandata dal duca di Medina Sidonia (uno dei più grandi nobili spagnoli, nato nel 1550 e relativamente giovane e inesperto per quel comando), fece il suo ingresso nella Manica. La flotta si muoveva lentamente ed era schierata con una tattica da esercito terrestre: la prima fila era composta dai vascelli da battaglia più potenti, seguita da 4 file di trasporti e dal resto della flotta disposta a scaglioni.

La spedizione dell'Invincibile Armata

Il primo attacco inglese contro l'Invincibile Armata avvenne il 30 luglio mentre le navi spagnole passavano davanti a Devon. Infatti la flotta inglese, forte di 200 vascelli e ormeggiata a Plymouth, contava fra le proprie forze almeno tre navi che ─ oltre ad avere comandanti di valore ─ potevano considerarsi delle vere e proprie macchine da guerra dell'epoca: l'Ammiraglia Ark Royal da 38 cannoni, comandata da Lord Howard di Effingham, la Revenge da 36 cannoni comandata da Sir Francis Drake e infine la Victory da 44 cannoni comandata da Sir John Hawkins (che come Drake aveva messo le sue attività corsare al servizio della corona).
Gli spagnoli nelle battaglie navali usavano ancora il “vecchio sistema” di abbordare le navi per conquistarle utilizzando i cannoni solo per indebolire il nemico (come nella battaglia di Lepanto del 1571); i loro equipaggi erano infatti molto preparati nei combattimenti corpo a corpo. In questo caso, però, di fronte allo schieramento inglese gli spagnoli dovettero serrarsi in formazione difensiva. Gli inglesi infatti (che avevano navi più piccole e leggere), mentre bombardavano il nemico non gli permisero mai di avvicinarsi abbastanza per lanciare i suoi grappini ed effettuare l'abbordaggio.
Le navi inglesi erano superiori tecnologicamente a quelle spagnole grazie all'affusto navale dei cannoni inglesi che permetteva un fuoco più veloce, preciso, sicuro e disciplinato di quello (di derivazione terrestre) dei cannoni spagnoli. Per molti cannoni spagnoli le operazioni di ricarica dovevano essere eseguite in parte uscendo dall'opera morta ed esponendo un servente al fuoco nemico.
Inoltre nelle navi spagnole erano ancora molto diffusi i piccoli cannoni (falconi, falconetti, mignon) con funzione anti-uomo, mentre la marina britannica disponeva soprattutto di cannoni pesanti, con proiettili tra le 18 e le 42 libbre (e forse anche 60). Il volume di fuoco della flotta inglese non fu comunque mai inferiore a una bordata ogni 4 minuti circa, con rare eccezioni di fuoco più veloce. Gli spagnoli invece tiravano molto lentamente, e di solito dopo una salva a segno cercavano di manovrare per andare all'abbordaggio.
Benché continuassero a cannoneggiare il nemico, gli inglesi non riuscirono a fare molti danni nelle file della flotta del duca di Medina-Sedonia (le cui navi si trovavano sopravento), che in questa prima battaglia perse solo due galeoni, uno catturato da Drake e l'altro esploso per un guasto.
Le schermaglie fra le due flotte continuarono fino al 2 agosto, giorno in cui l'Armada cercò di distruggere con un contrattacco improvviso l'avanguardia inglese comandata da Martin Frobisher che, grazie alla marea e ai venti a lui favorevoli, riuscì a salvarsi.
Finalmente il 6 agosto l'Armada gettò l'ancora al largo di Calais per imbarcare l'esercito (le truppe di Alessandro Farnese non erano riuscite ad arrivare al punto d'incontro). La notte del 7 agosto, 8 navi incendiarie inglesi vennero lanciate contro i legni spagnoli che, presi alla sprovvista, dovettero disperdersi lasciando agli inglesi gioco facile per un attacco. La battaglia che ne seguì, nota come battaglia di Gravelinga, si combatté a distanza ravvicinata e fu disastrosa per gli spagnoli, che persero tre galeoni e furono costretti a ritirarsi nella Manica.

### Il fallimento
L'Armada spagnola non era stata realmente battuta sul mare, pur avendo subito danni pesanti e perdite dolorose, aveva però perso la speranza di sconfiggere gli inglesi, manovrava ormai a fatica e avrebbe dovuto aprirsi la strada combattendo per raggiungere le coste dei Paesi Bassi. Decise quindi di desistere dall'impresa e cercò faticosamente di riorganizzarsi.
Ormai il tentativo di imbarcare le truppe con la conseguente invasione era fallito, così i galeoni spagnoli cercarono di ritornare in patria ma a causa dei venti contrari decisero di puntare verso nord, navigando tra gli arcipelaghi delle Orcadi e delle Shetland per poi dirigersi a sud veleggiando ad ovest dell'Irlanda.
Gli inglesi, che in un primo momento avevano inseguito il nemico, lo lasciarono poi andare tranquillamente, sebbene consapevoli che sarebbe tornato.

Il 10 agosto la flotta inglese si avvicinò per tentare un attacco alle navi spagnole rimaste attardate, ma Medina Sidonia riuscì a ricompattare le sue squadre e si preparò a dar nuovamente battaglia, cui gli inglesi tuttavia preferirono sottrarsi e quindi, dopo un fiacco scambio di cannonate, le due flotte si separarono definitivamente.
Tuttavia un'incredibile serie di tre violentissime tempeste si abbatté sugli spagnoli. La prima li sorprese il 12 agosto, al largo delle Isole Orcadi e presso le Isole Shetland; la seconda il 12 settembre al largo delle coste irlandesi; seguita dopo pochi giorni da una terza al largo delle coste del Connacht (sempre in Irlanda).
Delle 138 navi e dei circa 24000 uomini salpati da Lisbona, 45 imbarcazioni e 10000 uomini andarono perduti. La grande impresa di Filippo II sfumò, e lo stesso re cattolico pensò che Dio proteggesse i protestanti e punisse coloro che credevano in Lui.
Grazie a questo importantissimo successo, l'Inghilterra della regina anti-spagnola Elisabetta I affermò il proprio dominio sui mari del Nord e inflisse una battuta d'arresto al tentativo spagnolo di egemonia sullo scacchiere europeo. La Spagna continuò però la sua guerra navale, riuscendo anche a ottenere alcuni importanti successi (come quelli nelle campagne delle isole Azzorre del 1583); altre flotte spagnole operarono ugualmente nella Manica nei decenni seguenti.